# Teódosio Clemente de Gouveia
Teódosio Clemente de Gouveia, (ur. 13 maja 1889 w São Jorge na Maderze, zm. 6 lutego 1962 w Lourenço Marques w Mozambiku), mozambicki duchowny katolicki, kardynał, arcybiskup Lourenço Marques (obecnie Maputo).

## Życiorys
Święcenia kapłańskie przyjął 19 kwietnia 1919 roku w bazylice św. Jana na Lateranie z rąk kard. Basilio Pompilj Wikariusza Rzymu i archiprezbitera patriarchalnej bazyliki św. Jana na Lateranie. Pius XI 18 maja 1936 roku mianował go biskupem tytularnym Leuce i prałatem terytorialnym Mozambiku. Sakrę biskupią przyjął 5 lipca 1936 roku w rzymskim kościele św. Antoniego z rąk kard. Raffaele Carlo Rossi. 4 września 1940 roku Pius XII utworzył archidiecezję Lourenço Marques (obecnie archidiecezja Maputo) i mianował go pierwszym arcybiskupem. Ingres do archikatedry odbył 18 stycznia 1941 roku. 18 lutego 1946 roku na konsystorzu mianowany kardynałem prezbiterem z tytularnym kościołem San Pietro in Vincoli. Uczestniczył w konklawe w 1958 roku. Był pierwszym kardynałem pochodzącym z Mozambiku. Zmarł 6 lutego 1962 roku w pałacu arcybiskupów Lourenço Marques.